# 衣川智弥
衣川 智弥（きぬがわ ともや）は、日本の宇宙物理学者。重力波天文学および連星進化理論の研究を行っている。

## 略歴
2011年3月、京都大学理学部卒業。2013年3月、京都大学大学院理学研究科修士課程修了。2016年3月、京都大学大学院理学研究科博士課程修了。
2016年4月、東京大学宇宙線研究所特任研究員に就任。2018年4月には、東京大学理学系研究科天文学専攻に日本学術振興会特別研究員SPDとして所属。また、2020年1月には東京大学宇宙線研究所助教（東京大学卓越研究員）に。
2023年4月、信州大学工学部准教授に就任した。

## 研究分野
衣川氏の主な研究分野は以下の通りである。
重力波天文学：連星ブラックホールや中性子星‐ブラックホール系の合体による重力波放射の理論解析およびその観測可能性の評価。
連星進化理論：多数存在する連星系の進化過程をモデル化し、超新星爆発、ガンマ線バースト、ブラックホール形成などの天体現象との関連性を研究。
初代星の研究：宇宙初期に形成された初代星の進化と、これらが重力波源となる可能性について検討する。

## 主な業績
衣川氏は連星ブラックホールの合体率、初代星起源の天体現象に関する理論的予測、さらには重力波観測手法の提案など、重力波天文学の発展に寄与している。特筆すべきは、重力波観測以前から、太陽の約30倍の質量を有するブラックホール同士の連星合体の存在を予言していた点であり、その後、重力波による観測で初めて太陽の約30倍の質量を有するブラックホールの存在が確認された。

## 受賞歴
- 井上研究奨励賞[4]
- 文部科学大臣表彰 若手科学者賞[5]
- 古在由秀賞[6]
- わかしゃち研究奨励賞最優秀賞[7]
- 信州大学ライジングスター教員[8]